# Аалар
Аалар — назва військових начальників ізраїльтян у Біблії, що вийшли з Вавилонського полону, з місцевості Фермелефа і Фелерса, але не зуміли довести свого походження від Ізраїлю (ця згадка відноситься до другої «неканонічної» книги Ездри 5:36). У Першій книзі Ездри є назва третьої місцевості, звідки вони вийшли — Херуб-Аддан-Іммер.